# 2001년 대한민국의 베스트셀러 목록
다음은 2001년 대한민국의 베스트셀러 목록이다. 

## 종합
1. 누가 내 치즈를 옮겼을까
2. 상도 1
3. 국화꽃 향기 1
4. 부자 아빠 가난한 아빠 1
5. 블루데이북(The Blue Day Book Series 1)
6. 가시고기
7. 이윤기의 그리스 로마 신화 1
8. 느리게 산다는 것의 의미
9. 해리포터와 마법사의 돌 제1권 1
10. 힐링 소사이어티
11. 펄떡이는 물고기처럼
12. ENGLISH EXPRESSION DICTIONARY
13. WORD SMART
14. 상실의 시대(원제: 노르웨이의 숲)(3판)
15. 영어공부 절대로 하지마라(일반용)(TAPE2개포함)
16. 창가의 토토
17. 거울
18. 아주 오래된 농담
19. 호밀밭의 파수꾼(문예세계문학선 3)
20. 겅호
21. 아들아 머뭇거리기에는 인생이 너무 짧다
22. 협상의 법칙
23. TOEIC 답이 보인다 21세기형(T:3포함)(개정판)(2판)
24. 그리스 로마 신화 1(올림포스의 신들)
25. 일 잘하는 사람 일 못하는 사람
26. 지금 알고 있는 걸 그때도 알았더라면(잠언시집)
27. 부석사(제25회이상문학상수상작품집 2001년도)
28. 화성에서 온 남자 금성에서 온 여자
29. 너 그거 아니?
30. 한비야의 중국견문록
31. 사슴벌레여자
32. 마이너 리그
33. 디지몬 캐릭터 대도감
34. 프로페셔널의 조건
35. 바이올렛
36. 미국 영어발음 무작정 따라하기(T:2포함)
37. 사람은 무엇으로 사는가 1
38. 디지몬 어드벤처를 찾아라 1
39. 향수(양장본 Hard Cover)
40. 꿈을 도둑맞은 사람들에게
41. 야베스의 기도
42. 원칙중심의 리더십
43. 등대지기
44. 경제기사는 돈이다(2001)(개정판)
45. 무소유(2판)(양장본 HardCover)
46. 손님
47. BODY FOR LIFE
48. 선의 나침반 1
49. TOEIC 터미네이터(R/C)
50. 이슬람

## 같이 보기
- 대한민국의 베스트셀러